# .zw
.zw — национальный домен верхнего уровня для Зимбабве. Ответственна за домен .zw Администрация почты и телекоммуникаций Зимбабве (англ. Postal and Telecommunications Regulatory Authority of Zimbabwe, POTRAZ). Интернет-провайдеры объединены в Ассоциацию Интернет-провайдеров Зимбабве (англ. Zimbabwe Internet Service Providers' Association, ZISPA).
Полноценный доступ к Интернету появился в Зимбабве осенью 1994 года. Между 1991 и 1994 были доступны только услуги электронной почты. По состоянию на 26 декабря 2012 года поисковая система Google по запросу site:.zw выдаёт 17 300 000 результатов, а всего в 2012 году в Зимбабве было 30 615 хостов.

## Структура
Регистрация в домене .zw производится в зависимости от домена второго уровня, в котором происходит регистрация:
- .gov.zw Правительственные структуры Зимбабве. С точки зрения реализации принципов электронного государства домен .zw имеет наиболее высокий в Восточной и Южной Африке веб-импакт фактор, определяемый как отношение количества страниц со ссылками на правительственные сайты к количеству страниц на правительственных сайтах[5]. Всего государственные структуры Зимбабве представлены в домене .zw сайтами правительства, национальной ассамблеи, политических партий и иностранных миссий[5].
- co.zw Коммерческие организации. Стоимость регистрации в этом поддомене у различных провайдеров варьируется между 15 и 45 долларами США[6]. Как и в кенийском домене .ke предприниматели Зимбабве предпочитают регистрацию в общих доменах верхнего уровня, так как процесс регистрации быстрее, проще и дешевле[7].
- org.zw Некоммерческие организации
- ac.zw Учебные заведения
- ngo.zw Общественные организации
- mango.zw

В 2005 году регистрация в различных доменах второго уровня осуществлялась различными организациями: так, за .ac.zw был ответственен Университет Зимбабве, за co.zw — Ассоциация Интернет-провайдеров Зимбабве, за zw и org.zw — телефонная компания TelOne, за gov.zw — GTA.
Домен .zw характеризуются высокой степенью внутридоменной связанности: на 24631 страницу приходится 534892 ссылки на страницы в домене .zw (для сравнения, в домене Туниса .tn на 47904 страны приходится 383543 ссылки на страницы в домене .tn). Связанность с другими африканскими доменами очень низкая: четыре ссылки на домен .na (Намибия), три — на домен .mz (Мозамбик) и две — на домен .eg (Египет).